# Liste der Bodendenkmäler in Thierstein (Fichtelgebirge)
Auf dieser Seite sind die Bodendenkmäler in dem oberfränkischen Markt Thierstein zusammengestellt. Diese Tabelle ist eine Teilliste der Liste der Bodendenkmäler in Bayern. Grundlage ist die Bayerische Denkmalliste, die auf Basis des Bayerischen Denkmalschutzgesetzes vom 1. Oktober 1973 erstmals erstellt wurde und seither durch das Bayerische Landesamt für Denkmalpflege geführt wird. Die folgenden Angaben ersetzen nicht die rechtsverbindliche Auskunft der Denkmalschutzbehörde.

## Bodendenkmäler in Thierstein

### Bodendenkmäler in der Gemarkung Birkenbühl
| Lage                  | Objekt                                                       | Akten-Nr.     | Bild |
| --------------------- | ------------------------------------------------------------ | ------------- | ---- |
| Birkenbühl (Standort) | Turmhügel des Mittelalters. Siehe auch: Burgstall Neudürrlas | D-4-5838-0011 |      |

### Bodendenkmäler in der Gemarkung Hendelhammer
| Lage                    | Objekt                                                                          | Akten-Nr.     | Bild |
| ----------------------- | ------------------------------------------------------------------------------- | ------------- | ---- |
| Hendelhammer (Standort) | Freilandstation des Spätpaläolithikums, Siedlung des Spät- bis Endneolithikums. | D-4-5838-0012 |      |
| Hendelhammer (Standort) | Freilandstation des Spätpaläolithikums und des Mesolithikums.                   | D-4-5838-0013 |      |
| Hendelhammer (Standort) | Freilandstation des Spätpaläolithikums und des Mesolithikums.                   | D-4-5838-0015 |      |
| Hendelhammer (Standort) | Freilandstation des Spätpaläolithikums und des Mesolithikums.                   | D-4-5838-0067 |      |

### Bodendenkmäler in der Gemarkung Schwarzenhammer
| Lage                       | Objekt                                                                             | Akten-Nr.     | Bild |
| -------------------------- | ---------------------------------------------------------------------------------- | ------------- | ---- |
| Schwarzenhammer (Standort) | Archäologische Befunde im Bereich eines ehemaligen neuzeitlichen Jagdschlösschens. | D-4-5838-0017 |      |
| Schwarzenhammer (Standort) | Burgstall des Mittelalters. Siehe auch: Burgruine Burgstein                        | D-4-5838-0018 |      |

### Bodendenkmäler in der Gemarkung Thierstein
| Lage                  | Objekt | Akten-Nr.     | Bild |
| --------------------- | --- | ------------- | ---- |
| Thierstein (Standort) | Untertägige Bauteile der Burgruine Thierstein. Siehe auch: Burg Thierstein                                               | D-4-5838-0019 |      |
| Thierstein (Standort) | Untertägige Bauteile der frühneuzeitlichen St.-Georgs-Kirche sowie Fundamente eines spätmittelalterlichen Vorgängerbaus. | D-4-5838-0026 |      |